# Filippo Baggio
Filippo Baggio (né le 5 juin 1988 à Cittadella, en Vénétie) est un coureur cycliste italien.

## Palmarès
- 2008
  - Florence-Modène
  - Medaglia d'Oro Pagani-Landoni
  - Medaglia d'Oro GS Budriese
  - Notturna Piombino Dese
  - Mémorial Vincenzo Mantovani
  - Trofeo Comune di Piadena
  - 2e de la Coppa Città di Melzo
  - 2e de la Coppa Caivano
  - 3e de la Coppa San Bernardino
- 2009
  - Grand Prix De Nardi
  - Piccola Coppa Agostoni
  - Gran Premio della Possenta
  - Coppa Comune di Piubega
  - Circuito del Porto
  - Coppa Caivano
  - Mémorial Gino Consigli
  - Trofeo Comune di Acquanegra sul Chiese
  - 2e de la Coppa Belricetto
  - 2e du Trophée Giacomo Larghi
  - 2e du Circuito Casalnoceto
  - 2e du Mémorial Vincenzo Mantovani
  - 2e du Circuito Molinese
- 2012
  - 3e du Grand Prix de la côte étrusque
- 2013
  - 3e de la Coppa Bernocchi

## Classements mondiaux
| Année           | 2008 | 2009 | 2010 | 2011 | 2012 | 2013 | 2014 |
| --------------- | ---- | ---- | ---- | ---- | ---- | ---- | ---- |
| UCI Europe Tour | 525e | 412e | 840e | 572e | 261e | 228e | 761e |